# Datura wrightii
Datura wrightii è una pianta appartenente alla famiglia delle Solanaceae.

## Descrizione
Pianta erbacea perenne poco rustica, con radici carnose, con foglie ampie dal margine irregolare, fiori semplici, profumati, imbutiformi, di colore bianco. Il frutto è spinoso, curvato verso il suolo, con numerosi semi.

## Distribuzione e habitat
Originaria degli Stati Uniti d'America (Oklahoma, Colorado, Nuovo Messico, Texas, Arizona, California, Nevada, Utah).

## Usi

### Religiosi
D. wrightii è una pianta sacra usata nelle cerimonie religiose e nei riti di passaggio dai Chumash, Tongva, e altre tribù di nativi americani. Tra i Chumash, quando un bambino ha 8 anni, sua madre gli porge un preparato di momoy da bere. Si suppone che ciò sia una sfida spirituale per il bambino che lo aiuta a sviluppare così il benessere spirituale che è richiesto per diventare un uomo. Non tutti i bambini sopravvivono. Il Momoy è una pianta spirituale che aiuta a raggiungere il benessere spirituale anche tra gli adulti. Per esempio, durante una situazione spaventosa, come quando si vede un coyote camminare come un uomo, si succhia una foglia di momoy per aiutare l'anima a rimanere nel corpo. La pianta è stata anche usata per predire il futuro.

### Ricreativi
D. wrightii è talora usata per indurre allucinazioni a scopo voluttuario.  La pianta può indurre allucinazioni uditive e visive simili a quelle indotte dalla Datura stramonium. La scopolamina induce una depressione respiratoria quando assunta a dosi allucinogene. La combinazione dell'anestesia (nell'ospedale) e di Datura è solitamente fatale a causa della duplice azione combinata di depressione respiratoria.